# Роздолля (Синельниківський район)
Роздо́лля — село в Україні, у Роздорській селищній територіальній громаді Синельниківського району Дніпропетровської області. Населення за переписом 2001 року становить 163 особи. Орган місцевого самоврядування - Роздорська селищна рада.

## Історія
12 червня 2020 року, відповідно до розпорядження Кабінету Міністрів України № 709-р від «Про визначення адміністративних центрів та затвердження територій територіальних громад Дніпропетровської області», увійшло до складу Роздорської селищної територіальної громади.
19 липня 2020 року, в результаті адміністративно-територіальної реформи та ліквідації   Синельниківського (1923—2020) району, село увійшло до складу новоутвореного Синельниківського району.

## Географія
Село Роздолля знаходиться на лівому березі річки Середня Терса, вище за течією на відстані 2 км розташоване село Запоріжжя-Грудувате (зняте з обліку в 2002 році), нижче за течією на відстані 0,5 км розташоване село Нововознесенка.

## Пам'ятки
Поблизу села розташована ботанічна пам'ятка природи місцевого значення Роздорський.

## Інтернет-посилання
- Погода в селі Роздолля [Архівовано 7 червня 2016 у Wayback Machine.]